# شهرستان نیویگو (میشیگان)
شهرستان نیویگو، میشیگان (به انگلیسی: Newaygo County, Michigan) یک سکونتگاه مسکونی در ایالات متحده آمریکا است که در میشیگان واقع شده‌است.